# Oleg Lóbov
Oleg Ivánovich Lóbov (Оле́г Ива́нович Ло́бов) (nacido el 7 de septiembre de 1937 en Kiev y fallecido el 6 de septiembre de 2018) fue un político ruso que ocupó el cargo de primer ministro Interino de la República Socialista Federativa Soviética de Rusia desde septiembre a noviembre de 1991, poco tiempo antes de la disolución de la Unión Soviética. Posteriormente ocupó varios puestos importantes en la Rusia postsoviética.